# Хоканссон, Ула
Ула Хоканссон (швед. Ola Håkansson; род. 24 марта 1945, Стокгольм) — шведский певец, композитор и музыкальный продюсер.

## Биография
Ула Хоканссон родился в Стокгольме 24 марта 1945 года. Он был солистом группы Ola and the Janglers и позднее Secret Service. В 1986 году он записал дуэт «The Way You Are» вместе с солисткой группы ABBA Агнетой Фельтског. В 1980-х годах Хоканссон вошёл в состав шведского трио авторов песен и музыкальных продюсеров «Norell Oson Bard», которое было создано наподобие британского трио «Stock, Aitken & Waterman».
В 1992 году вместе с Александром Бардом Хоканссон основал независимую звукозаписывающую компанию Stockholm Records, однако позже она была продана Universal Music. Также является владельцем, председателем правления и управляющим директором основанной им звукозаписывающей компании TEN Music Group.
В 1992 его вокал звучал в новой песне, записанной совместно с воссоединившемся «Secret Service» — «Судьба любви».
В 2007/2008 Хоканссон был руководителем популярной радиопрограммы «Stadshotellet med Ola Håkansson». В 2012 году основал компанию «100 Songs» с Беном Маленом и Класом Лундингом. В январе 2013 года Хоканссон также стал соучредителем независимой звукозаписывающей компании Artist House Stockholm вместе с Йоханом Оганом и Томасом Лёвом.
Женат, пятеро детей.

## Фильмография
«Ola och Julia» (1967), режиссёр — Jan Halldoff.

## Награды
- 2006 — Грэммис[4]
- 2017 — награда «Шведский музыкальный зал славы»[5]